# Attentat du 21 avril 2022 à Mazâr-e Charîf
L'attentat de 2022 à Mazâr-e Charîf est une attaque survenue le  21 avril 2022 dans la ville de Mazâr-e Charîf en Afghanistan. L'attentat, revendiqué par l'État islamique visait une mosquée chiite hazara; entre 31 et 50 personnes ont été tuées et plus 100 autres blessées.

## Contexte
Dans le sillage de la lutte entre l'État islamique et les Talibans, plusieurs attaques ont eu lieu dans la même journée. Ces attaques répétées démontrent selon plusieurs chercheurs, malgré la prétention des Talibans, l'incapacité de l'émirat islamique d'Afghanistan à sécuriser le pays.
À Kunduz, une bombe a frappé un bus transportant plus d'une vingtaine de mécaniciens travaillant pour l'unité militaire des Talibans; au moins quatre mécaniciens militaires sont morts et 18 autres blessés. L'État islamique à revendiqué l'opération.
À Nangarhar, un engin explosif a frappé un véhicule taliban dans le district de Khogyani (en), quatre Talibans ont été tués et un commandant militaire blessé. Cette attaque a également été revendiquée par l'État islamique.
Selon l'État islamique, 5 Talibans ont été tués lorsqu'une mine a frappé leurs véhicules dans le district PD-05 à Kaboul. À Jalalabad, trois Talibans ont été tués alors qu'ils se promenaient au marché aux fruits.

## Déroulement
L'attentat s'est déroulé le 21 avril 2022 dans la ville de Mazâr-e Charîf en Afghanistan.
L'attaque, survenue dans une mosquée chiite duodécimaine, a été revendiquée par l'État islamique. D'après l'organisation, un membre du groupe a réussi à déposer une puissante bombe à l'intérieur de la mosquée, puis au moment où la mosquée fut remplie à l'occasion d'une procession de foi chiite, la bombe fut actionnée à distance grâce à un détonateur.
Le bilan de cet attentat est encore provisoire, mais entre 40 et 50 chiites ont été tués, et 100 autres blessés dont certains grièvement,. Selon l'hôpital de Mazar-e Charif, beaucoup de personnes sont blessées critiquement, ce qui risque très certainement d'alourdir le bilan.
Selon plusieurs témoignages, il y a eu des affrontements entre les talibans et les forces d'Atta Mohammed Nur (ps), l'ancien gouverneur de la région de Balkh affilié au Front national de résistance dans la ville de Mazar-e Sharif, selon l'hôpital civil de Mazar-e Sharif, 12 talibans ont été tués dans un bilan encore provisoire,.